# Camada híbrida
Camada híbrida ou zona de interdifusão dentina/resina é a camada que se forma após o condicionamento ácido da dentina e é formada pela dentina e o adesivo dentinário.
Nakabayashi et al.5 descreveram a camada híbrida como uma combinação resultante da dentina e polímero que pode ser definida como a impregnação de um monômero à superfície dentinária desmineralizada, formando uma camada ácido-resistente de dentina reforçada por resina.
A camada híbrida é uma zona de transição entre a resina polimerizada e o substrato dentinário, formada por uma mistura de componentes dentinários, monômeros resinosos e resina polimerizada ao nível molecular.